# Euxoa bifasciata
Euxoa bifasciata là một loài bướm đêm trong họ Noctuidae.